# キクイモ
キクイモ（菊芋、学名: Helianthus tuberosus）は、キク科ヒマワリ属の多年草。別名はアメリカイモ、ブタイモ、カライモ（唐芋）、サンチョーク、エルサレムアーティチョーク、トピナンブール。北アメリカ原産で、世界中に外来種として分布している。名の通り、夏にキクのような黄色い花を咲かせ、地中にできる塊茎は食用になる。草丈は2メートル以上になり大きく生長するが、栽培はほとんど手間がかからない。塊茎に含まれるイヌリンが腸内環境を整え、血糖値を下げる効果があるとして、健康野菜としても注目されている。

## 名称
「キクイモ」の和名は、菊に似た花をつけ、地下に芋（塊茎）ができ、それを利用するところから名付けられた。別名や地方名で、カライモ、シシイモ、ブタイモ、イモギクなどともよばれている。中国名は「菊芋」（洋姜）。
エルサレム・アーティチョークは英名 Jerusalem artichoke に由来する。Jerusalem はイスラエルの都市エルサレムのことだが、この植物との関わりはない。もともと、古いイタリア語ではキクイモを Girasole Articiocco（ジラソーレ・アルティチョッコ）と呼んでいた。「ヒマワリ・アーティチョーク」の意で、ヒマワリとは花が、アーティチョークとは味が似る。この Girasole をジルーサウルと発音して Jerusalem（ジュルーサラム）と混同し、英語で Jerusalem artichoke というようになったとする説がある。

## 分布と来歴
北アメリカ北部から北東部を原産地とする。カナダ東部とアメリカ合衆国北東部には野性があり、ヨーロッパ人が移入する以前からアメリカインディアンは栽培していた。
南アメリカ、ヨーロッパ、アジア（日本を含む）、オセアニアに移入分布する。野原、土手、空き地などに群生する。
ヨーロッパへは17世紀初めに伝わり、ジャガイモ栽培に向かない乾燥地や痩せ地で重要な農作物になり、比較的短期間で一般的な野菜になった。現在は、アメリカよりもヨーロッパのほうが栽培の主流となっている。食用のほか、飼料、果糖やイヌリン、アルコールの原料として世界各国に普及していった。
日本には江戸時代末期に飼料用作物として伝来し、帰化植物となって日本全国の空き地や荒れ地で野生化している。1850年代から1860年代に初めて導入され、全国に定着が拡大している。農学者の津田仙は、文久初年に渡来したと明治9年に記録している。一説には、文久3年（1863年）に、横浜に入港したアメリカ船の船員がキクイモを棄てたものが発芽し、これが日本における栽培の始まりとする説もある。牧野富太郎は、幕末のころイギリス全権公使アールコックが高輪東禅寺内で栽培し、芋を自ら調理して安藤対馬守に試食させたいという津田の記事を紹介している。
明治初年に導入されたキクイモは、北海道でブタイモ（豚芋）とよんで飼料用に栽培していた。特に葉は飼料用として価値が高かったが、芋は家畜の腸内で発酵してしまうことから大量に与えてはいけないという理由がつけられ、その後は栽培されなくなった。第二次世界大戦中は、ヨーロッパとともに非常食として栽培もされた。栽培されているもの以外に、第二次世界大戦中に加工用や食用として栽培されたものが野生化したものもある。現在は日本各地に野生化しているが、特に北海道には多く、函館本線沿線に自生しているものがみられる。果糖とアルコール製造原料として北海道と長野県で栽培されてきたが、近年では栽培が少なくなっている。

## 特徴
多年生の草本（宿根草）で、地下に大きな塊茎をつくり、草丈1 - 3 メートル (m) と大きくなる。春先に地下の塊茎から芽を出し、茎は直立して、太さ3センチメートル (cm) ほどになり、よく分枝して茂る。葉は先のとがった卵状の長楕円形で、長さ20 - 30 cm、葉柄がつく。茎の下部の葉は対生し、茎の上部の葉は互生する。茎や葉の全体に粗い毛があってざらつく。繁殖力は強い。
花期は秋（日本では9 - 10月ごろ）。短日植物で、菊に似た黄色い花を多数つけ、直径4 - 10センチメートル (cm) の一重の頭状花が上部の枝先にひとつずつ咲く。総苞片はほとんどが3列である。舌状花の舌片（花冠の先端）はやや円味がある。
開花直前に茎葉が急速に生い茂るようになり、地下の節から長い匍匐茎を出して、その先にサトイモに似た塊茎を多数作る。塊茎は厚さ3 - 6 cm、長さ7 - 10 cmほどの凸凹した不整形で、芽の部分は隆起する。品種によってイモの大きさは変わり、外皮の色で、赤系と白系や、黄色、紫赤色のものがある。地上部は降霜には弱いが、塊茎はかなりの低温でも耐える。
同属のイヌキクイモ（Helianthus strumosus）とはかなり酷似するが、キクイモ（本種）は葉の縁がやや明るく黒みを帯びない、葉縁の鋸歯がやや粗くて深いことや、花期が9月以降と遅い点が異なる。また、本種と花がよく似ているキクイモモドキ（w:Heliopsis helianthoides）という植物がある。

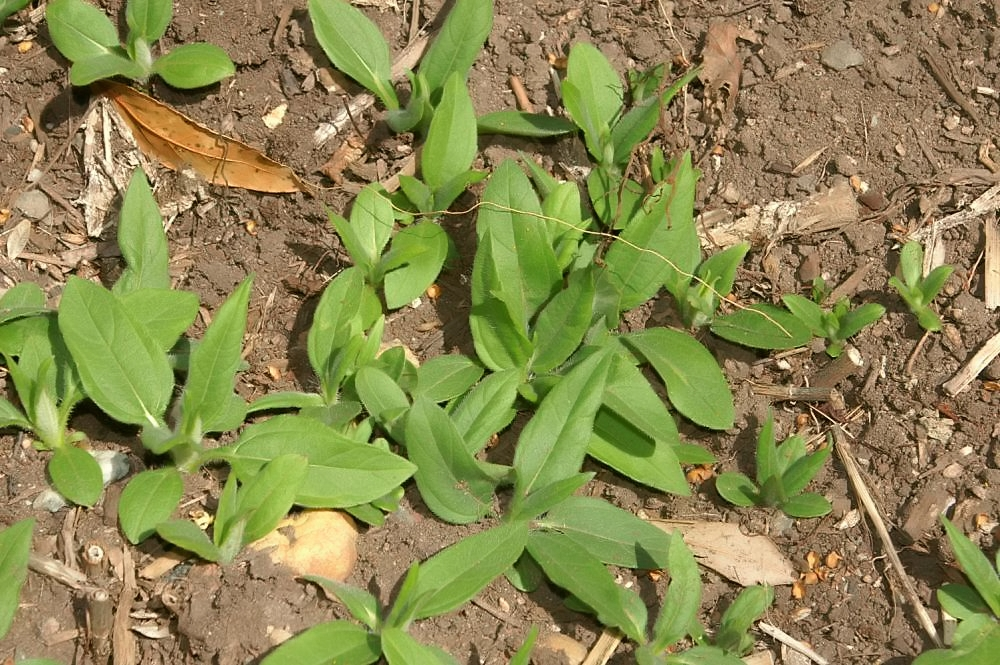
若芽
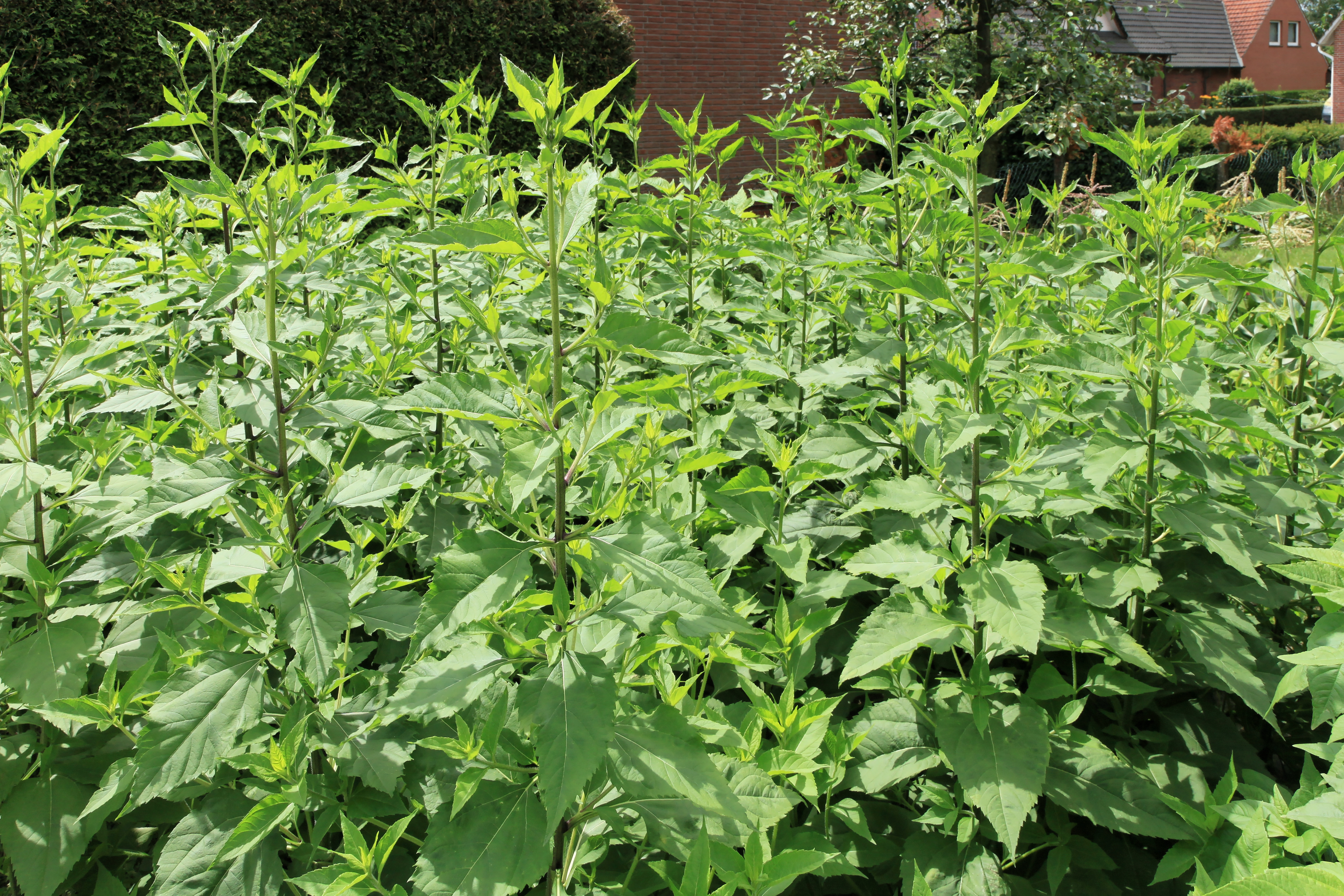
草姿
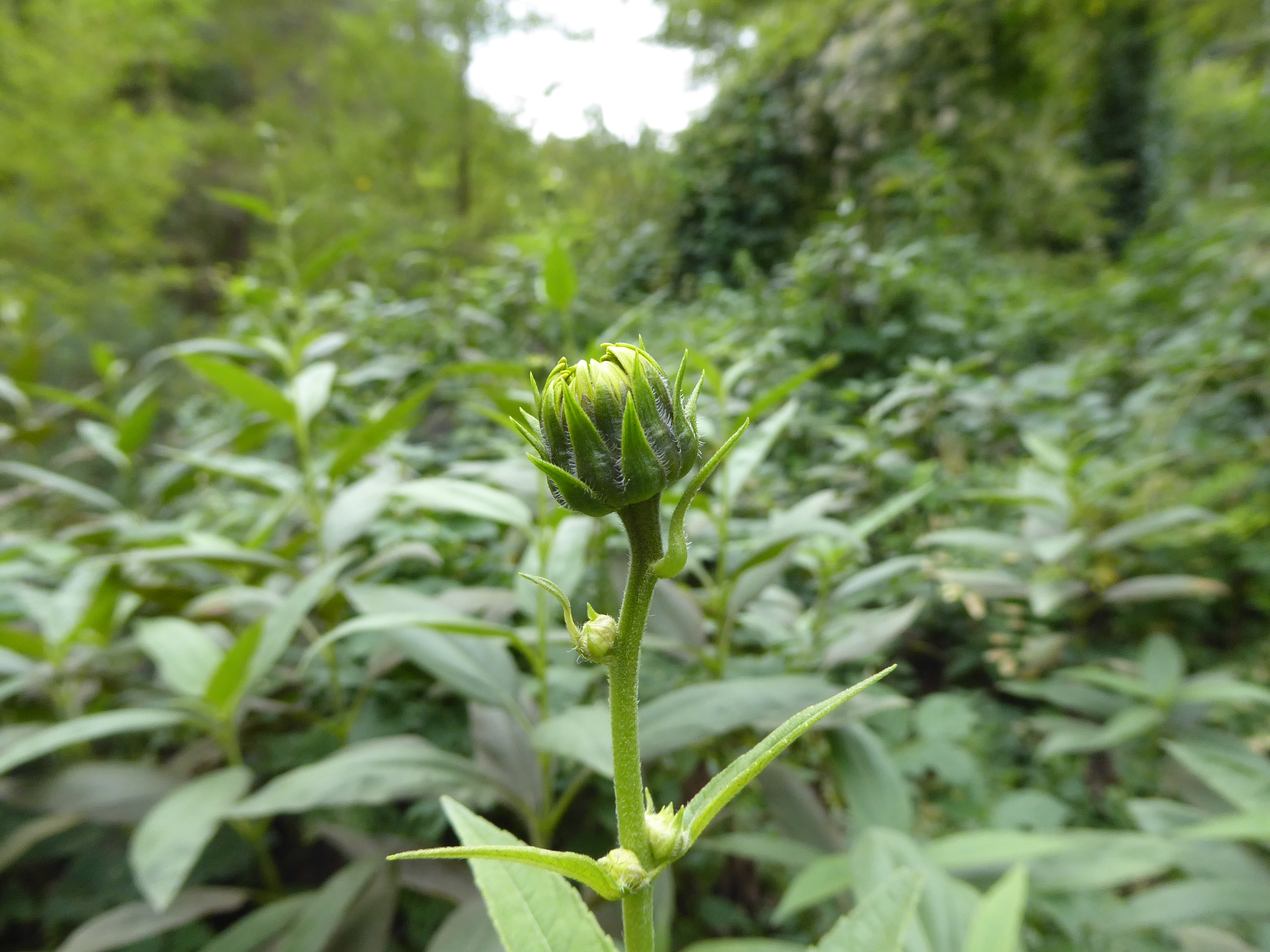
花蕾
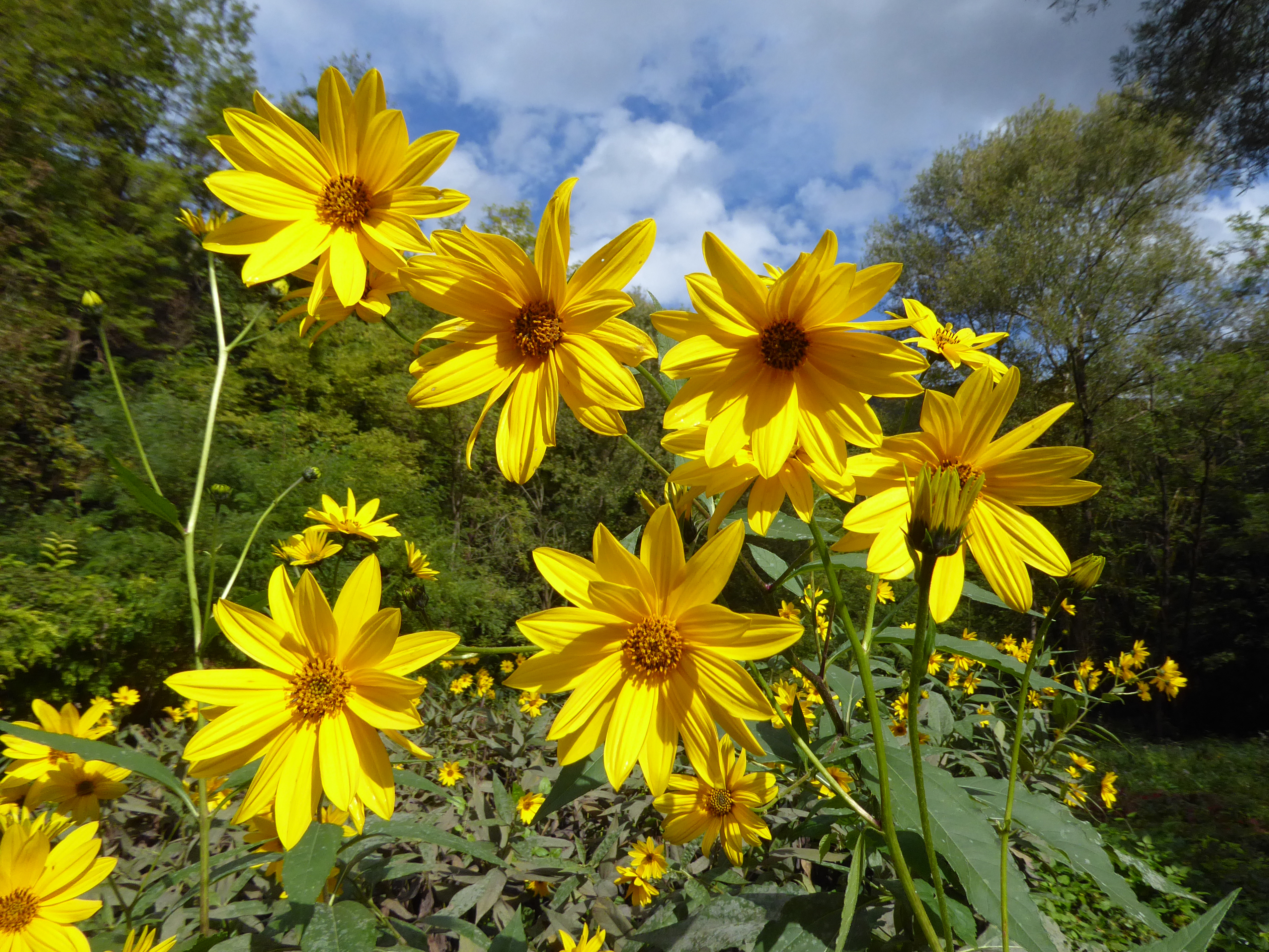
花
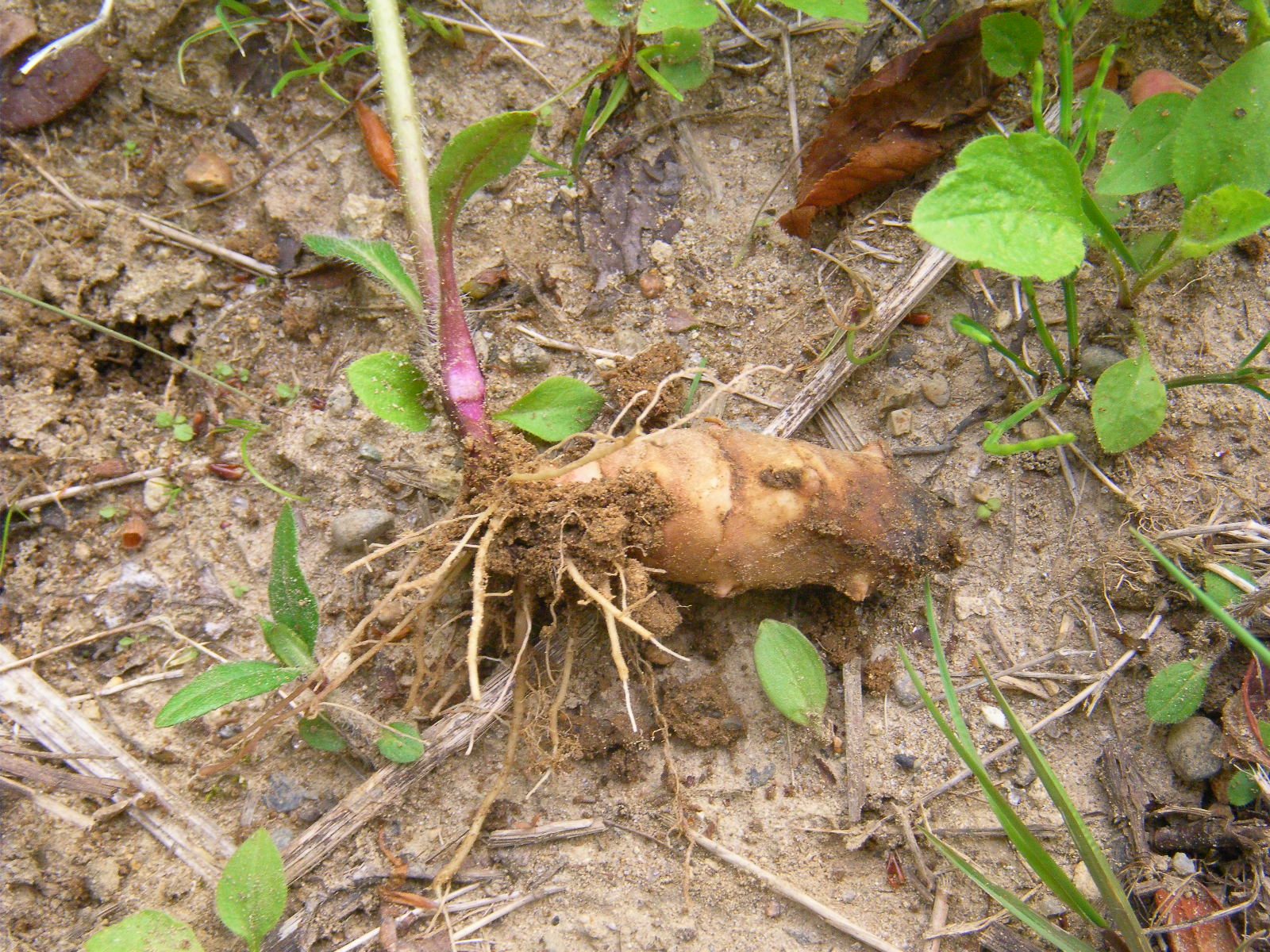
葉を茂らせたころの根と塊茎

## 栽培

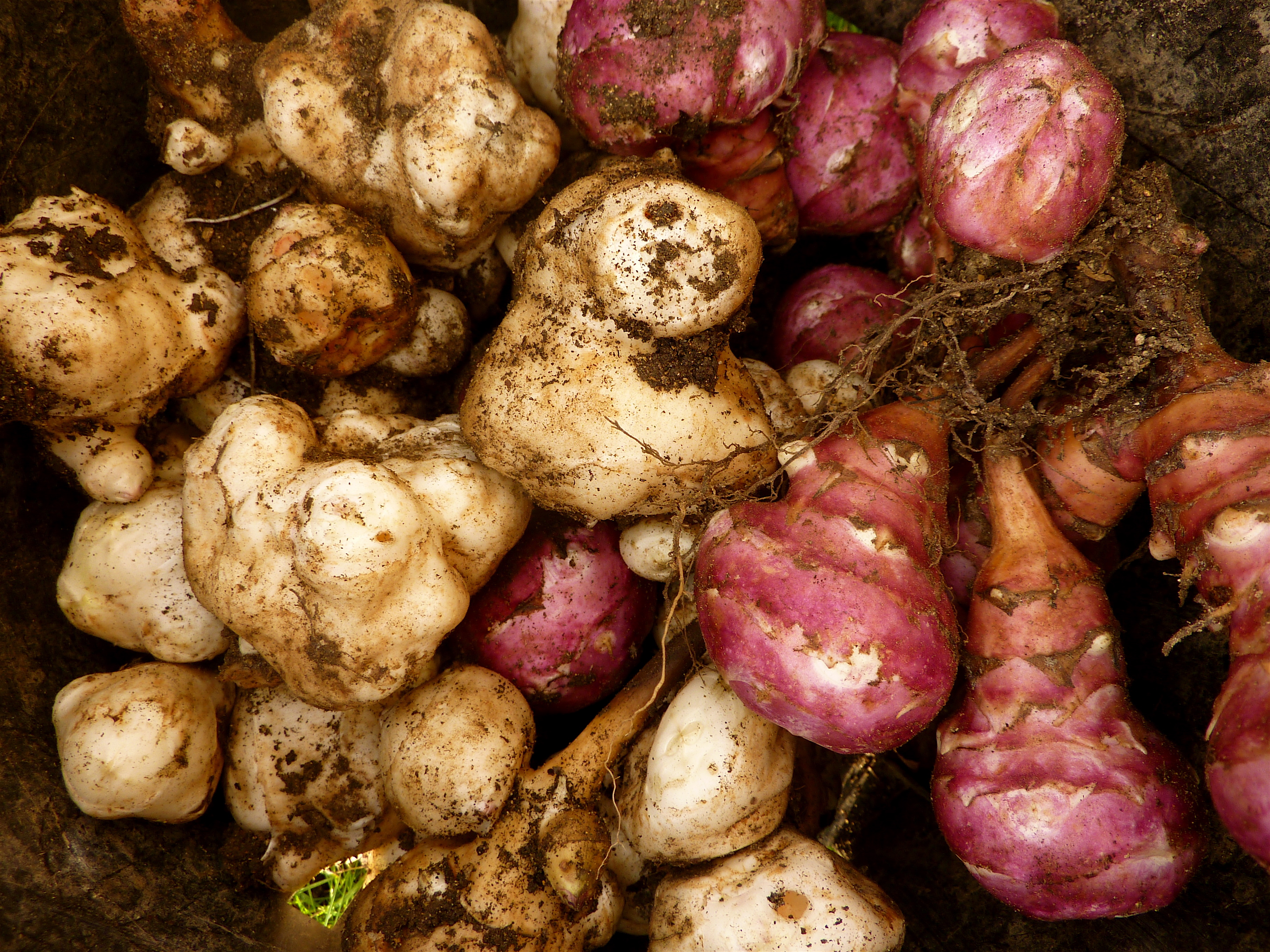
塊茎。左は白系、右は赤系。

欧米では実生により多くの品種が育成され、市販もされていた。日本の北海道では白色群、紫色群と「喜久芋」があり、特に「喜久芋」は他の品種より経済的栽培に適する品種とされた。現在、日本の各地で栽培されているキクイモは少量で、その品種は明らかではない。
栽培の難度はやさしいほうで、輪作の年限は1 - 2年とされる。キクイモは栽培条件となる気候と土壌に要求される条件が少なく、畑地を選ぶことも少ない。欧米ではジャガイモ栽培が不適とされる土地で、キクイモの栽培が行われている。収量については連作すると劣るといわれ、痩せ地よりも肥沃で保水力のある砂壌土の畑のほうが優れている。キクイモの生育期間は長く、種芋の植え付けを春（4 - 5月）に行い、萌芽後は夏以降に匍匐茎が地中にのびて、秋の開花後に塊茎が肥大化して晩秋（11月 - 12月上旬）の霜が降りるころにその塊茎（イモ）を収穫する。生育力が強く、根づきやすいため、塊茎は掘り残さないようにする。
種芋植え付け前の畑は日当たりと水はけがよい場所がよく、堆肥を元肥としてすき込むと望ましいとされるが、ジャガイモより施肥量は少なくてよいとされる。種イモの植え付けは、畝に深さ10 - 20センチメートル (cm) の溝を掘って、株間60 cmほどになるようにする。植え付けから3 - 4週間後くらいになると、地上に種芋から発芽した若芽が出る。1株から出る芽を2、3本残して芽かきをしておき、草丈がどんどん伸びて大きくなるので土寄せして株元を支える。植え付け後の追肥は特に必要としない。生育旺盛で最終的には草丈2メートル (m) 以上になるので、株の倒伏防止のため支柱を立てておくとよい。晩秋に地上部が枯れてきたら収穫適期で、地上部を刈り取って、30 cmくらい離れたところから株元に広がっている地下のイモを掘り上げる。収量は10アール (a) あたり1.5 - 3トン (t) ほどが採れ、肥沃地では2.5 - 3 t、痩せ地でも1 t前後とされる。
収穫したキクイモは泥付きのまま新聞紙などに包んで冷蔵保存する。ただし、日持ちしないため、長期保存するときは土の中に埋めて貯蔵する方がよい。土に埋めたまま、翌年の春に掘り上げて収穫してもよい。

## 利用

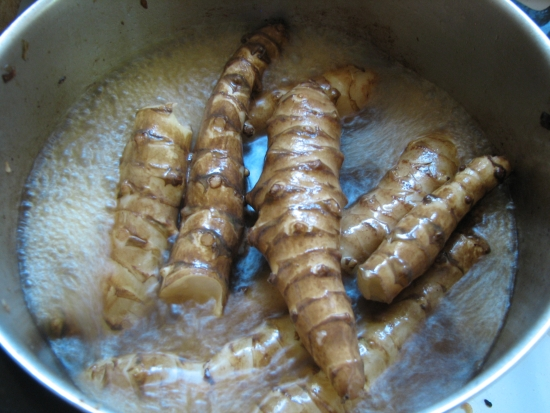
エルサレムアーティチョーク

主に塊茎を食用にするが、春に出る若い苗も食べられる。食用として美味な改良品種もできているが、一般的なものはブタなどの飼料にされる。採取時期は、若苗が4 - 6月ごろ、塊茎は地上部が枯れかかる秋から冬とされる。ジャガイモの味にゴボウの香りが加わり、アーティチョークのような味わいと形容され、独特のえぐみがあり、加熱すると甘みが出る。
若苗は、茹でて十分に水にさらしてから、和え物、おひたし、炒め物にしたり、生で天ぷらにする。塊茎は用途が広く、皮を剥いて輪切りにしてから酢水につけて灰汁抜きし、そのままサラダ、甘酢漬け、天ぷら、和え物、スープにしたり、味噌漬けにしたものが市販されている。煮るときは、煮崩れしないように皮付きのまま茹でこぼして、含め煮などにする。塊茎は見た目より火が通りやすく、好みの堅さになるように茹ですぎないようする。キクイモの味は甘味と独特の香りと歯触りがあり、特殊な味が万人向けの食品ではないとする意見もあるが、各種の漬物に適しており、皮を剥いて、酢漬け・醤油漬け・かす漬け・煮物などにすると味が良くなる。東南アジアやヨーロッパでは、シチューやパイにするなど、各種の料理法が工夫されている。
さらに、ブタなどの家畜の飼料とするほか、果糖の原料にもされてアルコール製造の原料にされる。
塊茎に含まれる主成分は炭水化物で、その大部分が難消化性多糖類イヌリンを含む食物繊維であり、生の菊芋には15 - 19 %のイヌリンが含まれる。通常の芋類と異なり、デンプンはほとんど含まれない。わずかにタンパク質とアルカロイドを含み、イヌリンの含有量は晩秋のころに最高となる。イヌリンはキク科植物に特有の貯蔵多糖類で、デンプンと違い温水に溶け、消化によってオリゴ糖の一種キクイモオリゴ糖（イヌロオリゴ糖）となるため、腸内環境を整えて消化吸収をよくする。また、血糖値の上昇を抑えて、糖尿病予防にもよいといわれている。
福岡県築上郡築上町上城井地区では、生産グループを作り、様々な加工品を作っている。地元の小学校では生産者と一緒に栽培から販売まで取り組んでいる。加工品の「きくいもふりかけ」のパッケージには、児童たちがデザインしたきくいものキャラクターが印刷され、６次化産業福岡県知事賞を受賞している。
岐阜県恵那市岩村町では、砂地が栽培に適していた為に1987年頃から本格的な栽培が始まった。同市では菊芋の味噌漬けや粕漬けが名物として販売されている。長野県下伊那郡泰阜村・阿智村や熊本県阿蘇郡小国町、熊本県菊池市、神奈川県藤沢市では、キクイモを用いた地域振興をしている。日本国産品はショウガのようなゴツゴツした見た目で、市場ではトッピナンポとよばれている。

## 類似する植物
よく似た植物にイヌキクイモ（学名: Helianthus strumosus）があり、同じような場所に群生する。茎には毛がなく、盛夏に花が咲くので区別がつく。また、イヌキクイモの塊茎は細長くて小さく、食用にはならない。